# Caleb Yirenkyi
Caleb Yirenkyi, né le 15 janvier 2006 au Ghana, est un footballeur ghanéen. Il joue actuellement au poste de milieu central au FC Nordsjælland.

## Biographie

### En club
Originaire du Ghana, Caleb Yirenkyi est formé par l'académie Right to Dream où il arrive en 2017 à l'âge de onze ans. Il rejoint en mars 2024 le club danois du FC Nordsjaelland, où il est dans un premier temps intégré à l'équipe des moins de 19 ans.
En juin 2024, il est pour la première fois intégré à l'équipe première par le nouvel entraîneur Jens Fønsskov Olsen, afin de participer un camp d'entraînement d'avant-saison.
Il fait sa première apparition en professionnel le 20 septembre 2024, lors d'un match de Superligaen face au Viborg FF. Il entre en jeu lors de cette rencontre perdue par son équipe sur le score de trois buts à deux.

### En sélection
Caleb Yirenkyi honore sa première sélection avec l'équipe nationale du Ghana en mai 2025 face au Nigeria.